# Iguane
Iguane su rod gmazova čiji pripadnici nastanjuju tropske oblasti Kariba, Srednje i Južne Amerike. Rod iguana obuhvaća dvije vrste — Iguana iguana (zelena iguana) i Iguana delicatissima (mala iguana). Zelena iguana je rasprostranjenija i može se naći od južnog Brazila pa sve do Meksika i Floride i u dijelu doline Rio Grandea. Zelena iguana se često drži i kao kućni ljubimac.

## Broj vrsta
Zbog velikih razlika u izgledu (iguane u Peruu su često plave ; u Kostarici - crvene ; u drugim oblastima crne, pa čak i ljubičaste) od njihove prve klasifikacije (Line, 1758.) pa do danas relativno je skoro "otkriveno" čak sedamnaest vrsta iguana. Na kraju se ispostavilo da su sve osim vrste Iguana delicatissima, zapravo inačice zelene iguane.

## Osobine
Iguane mogu dostići dužinu od 1,5 m i težinu od 10 kg. Veći primjerci su zabilježeni ali oni su prilično rijetki. Zabilježeno je da je jedna zelena iguana, držana kao ljubimac, doživjela 69 godina, inače žive od 20-35 godina.
Zelene iguane imaju red šiljaka na leđima, koji služe kao sredstvo za odvraćanje grabljivica. Repovima mogu zadati jake udarce, a u slučaju da ih velika grabljivica uhvati za rep, jedan njegov dio može se odlomiti bez većih posljedica, kako bi iguana pobjegla. Rep se relativno brzo regenerira. Iguane imaju veoma dobro razvijen podvoljak koji im pomaže u održavanju tjelesne temperature.
Zelene iguane imaju dobar vid, no samo kad pri dobroj osvjetljenosti. One posjeduju i stanice koje im omogućavaju vidjeti ultraljubičastu svjetlost.
Zelene iguane imaju i fotosenzitivni organ na vrhu tijela koji se često naziva i treće oko. Iako se naziva okom, ono ne može stvoriti jasnu sliku već iguane pomoću njega mogu detektirati promjene u osvjetljenju tj. sjene koje možda prave grabežljivci iznad njih.
Iguane imaju zube na unutrašnjoj strani vilice pa ih je nekad na manjim primjercima teško uočiti. Njihovi zubi mogu probiti ljudsku kožu.
Iguane su prvenstveno biljojedi.

### Ponašanje
Kada su uplašene, zelene iguane pokušavaju pobjeći. Ako je u blizini vodena površina, one će pokušati zaroniti. Ranjene iguane su agresivnije od neozljeđenih. Inače iguane vole ležati na suncu i nisu agresivne.

## Iguane kućni ljubimci
Iguane mogu biti prilično poslušne i lako se dresirati da izađu vani u „WC" (kada je toplo) ili pak priviknuti se na pražnjenje na posebnom mjestu.
Razvijanje „društvenih" tj. osobnih odnosa s iguanama traje više godina. Poslije pet do deset godina, iguane mogu izraziti vezanost pa čak i izraženu anksioznost zbog razdvojenosti.
Rijetki su veterinari koji znaju liječiti iguane.